# Stewart SF3
El Stewart SF3 fue el coche con el que el equipo Stewart Grand Prix compitió en la temporada 1999 de Fórmula 1. Lo conducían el brasileño Rubens Barrichello, en su tercera temporada con el equipo, y el británico Johnny Herbert, que llegó procedente de Sauber.
Stewart fueron comprados por Ford Motor Company durante la temporada 1999 y pasarían a llamarse Jaguar Racing a partir de la temporada 2000 en adelante. El SF3 fue el último coche de Fórmula 1 conocido como Stewart.

## Diseño y desarrollo
Las pruebas para el SF3 comenzaron en 1998, e incluyeron pruebas en Silverstone para Luciano Burti y Mario Haberfeld, que pilotaron para Paul Stewart en F3. Más tarde, en octubre de 1998, Jos Verstappen también apoyó las pruebas del coche de 1999. El SF3 se lanzó el 7 de enero en la feria Autosport International en el NEC de Birmingham. Para 1999, el Stewart SF3 utilizaría el nuevo motor Cosworth CR1 V10, una unidad de potencia notablemente pequeña y técnicamente avanzada. A principios de temporada, Ford anunció que sería el proveedor exclusivo de motores de Stewart, dejando a Minardi sin acuerdo para el año 2000. Poco después del lanzamiento del nuevo coche, Stewart emprendió una reorganización interna de su equipo. Paul Stewart fue elegido vicepresidente y David Ring fue nombrado director general. Mientras tanto, Gary Anderson se unió como Director Técnico y Darren Davis y Simon Smart se unieron desde Jordan Grand Prix y CART respectivamente. A mitad de temporada, Paul Stewart fue nombrado director de operaciones y Ring dejó el equipo.
Antes del Gran Premio de Gran Bretaña, el equipo lanzó un importante desarrollo para el SF3. Incluyó modificaciones a la parte inferior, pontones, escapes elevados y modificaciones adicionales al nuevo motor Cosworth.
La decoración de 1999 volvió a ser blanca, con una franja de tartán a cada lado de la cabina. HSBC fue el patrocinador principal, y Ford se destacó por su apoyo en la cubierta del motor. A medida que avanzaba la temporada, el equipo consiguió patrocinadores adicionales, incluidos William Grant & Sons y Global Beach, quienes apoyaron al equipo en el lanzamiento de su primer sitio web.

## Rendimiento de carrera
La temporada no empezó especialmente bien para el SF3. Mientras hacían cola para la parrilla en Australia, tanto Barrichello como Herbert sufrieron fugas de aceite que provocaron pequeños incendios en sus respectivos coches. La salida fue abortada y Barrichello pudo conducir el T-car, mientras que Herbert no tomó la salida en el Gran Premio. Barrichello, sin embargo, logró asegurar un quinto puesto y dos puntos para el equipo. En Brasil, Barrichello logró clasificarse tercero y marchaba segundo detrás de Mika Hakkinen antes de que su McLaren tuviera problemas. Barrichello lideró brevemente el Gran Premio de casa, pero se retiraría debido a una falla del motor. Herbert también se retiraría de la carrera.
El SF3 logró su primer podio en San Marino, cuando Barrichello logró terminar tercero detrás de Schumacher y Hakkinen. Herbert corría quinto, pero su motor falló cuando solo quedaban tres vueltas y finalmente se clasificó décimo. En Mónaco, se produjeron más abandonos para Herbert, que sufrió un fallo en la suspensión, y Barrichello, que se estrelló en la piscina mientras estaba bajo la presión de Fisichella. En España, otra serie de mala suerte golpeó al SF3 con Barrichello siendo descalificado por una infracción técnica con la bandeja inferior y la bandeja protectora, y Herbert nuevamente retirándose. El piloto británico no había cruzado la línea de meta con el Stewart en las cinco carreras iniciadas en 1999 hasta ese momento. En Canadá llegó el momento de la buena suerte para Herbert, que consiguió colocar el SF3 en quinta posición ganando dos puntos mientras Barrichello se retiraba.
El Gran Premio de Francia fue otro punto culminante para Barrichello. Se clasificó con la pole, la segunda de su carrera, y logró terminar tercero y marcar la vuelta más rápida de la carrera.
Después de otro abandono, Herbert luchó por la siguiente fase del Gran Premio, terminando cuatro seguidos, antes de dobles abandonos. Mientras tanto, Barrichello logró sumar puntos tanto en el Gran Premio de Hungría como en el de Italia. Sin embargo, el día de Herbert para brillar con el SF3 estaba por llegar, en el Gran Premio de Europa. Después de clasificarse decimocuarto en la parrilla, Herbert logró ganar la carrera y su compañero de equipo Barrichello terminó tercero, lo que significó la primera (y única) victoria de Stewart y su doble podio.
En Malasia, Barrichello y Herbert terminaron en cuarto y quinto lugar, asegurando puntos valiosos para el equipo. Sin embargo, cuando los Ferrari fueron descalificados por una infracción técnica relacionada con los bargeboards del F399, la pareja ascendió al segundo y tercer lugar, asegurando su cuarto lugar en el Campeonato de Constructores. Sin embargo, esto fue posteriormente anulado por la FIA y los Stewart volvieron a sus posiciones originales.
El último Gran Premio de Stewart llegaría en Japón, donde el equipo también se despedía de Barrichello, que fichaba por la Scuderia Ferrari después de tres temporadas con el equipo. Eddie Irvine venía en sentido contrario para unirse a Stewart antes de su transferencia para convertirse en Jaguar Racing. En la carrera final, ambos coches terminaron en séptimo y octavo lugar. El equipo consiguió el cuarto lugar en el Campeonato de Constructores con 36 puntos.
En diciembre de 1999, Eddie Irvine probaría el SF3 en Jerez antes de transferirse oficialmente al equipo a partir de enero de 2000. El coche llevaba sus patrocinadores, mientras que Irvine vestía un mono blanco y un casco sin patrocinador.

## Resultados
(Clave) (negrita indica pole position) (cursiva indica vuelta rápida)

| Año     | Motor    | Neu. | N.º | Pilotos            | 1   | 2   | 3   | 4   | 5   | 6   | 7   | 8   | 9   | 10  | 11  | 12  | 13  | 14  | 15  | 16  | Puntos | Pos. |
| ------- | -------- | ---- | --- | ------------------ | --- | --- | --- | --- | --- | --- | --- | --- | --- | --- | --- | --- | --- | --- | --- | --- | ------ | ---- |
| 1999    | Ford V10 | B    |     |                    | AUS | BRA | SMR | MON | ESP | CAN | FRA | GBR | AUT | GER | HUN | BEL | ITA | EUR | MYS | JPN | 36     | 4.º  |
| 1999    | Ford V10 | B    | 16  | Rubens Barrichello | 5   | Ret | 3   | 9   | DSQ | Ret | 3   | 8   | Ret | Ret | 5   | 10  | 4   | 3   | 5   | 8   | 36     | 4.º  |
| 1999    | Ford V10 | B    | 17  | Johnny Herbert     | DNS | Ret | 10  | Ret | Ret | 5   | Ret | 12  | 14  | 11  | 11  | Ret | Ret | 1   | 4   | 7   | 36     | 4.º  |
| Fuente: |          |      |     |                    |     |     |     |     |     |     |     |     |     |     |     |     |     |     |     |     |        |      |